# برتراند ماري دي ليسبس
برتراند ماري دي ليسبس (1875 – 28 أغسطس 1918) هو مبارز بالسيف فرنسي راحل، مثّل بلاده في الألعاب الأولمبية الصيفية 1908.

## روابط خارجية
برتراند ماري دي ليسبس على موقع أوليمبيديا (الإنجليزية)